# Маркс, Эрих
Эрих Маркс (нем. Erich Marcks; 6 июня 1891 — 12 июня 1944) — генерал артиллерии вермахта во Второй мировой войне. Составитель первого варианта плана военной кампании Германии против СССР.

## Начало военной карьеры
В октябре 1910 года поступил на военную службу фанен-юнкером (кандидат в офицеры). В декабре 1911 года получил звание лейтенанта. Во время Первой мировой войны награждён Железными крестами обеих степеней, был ранен.
После Первой мировой войны продолжил службу в рейхсвере. С 1929 года — майор, начальник пресс-службы министерства рейхсвера.
С октября 1935 года — полковник, начальник штаба 8-го армейского корпуса. С апреля 1939 года — генерал-майор.

## Вторая мировая война

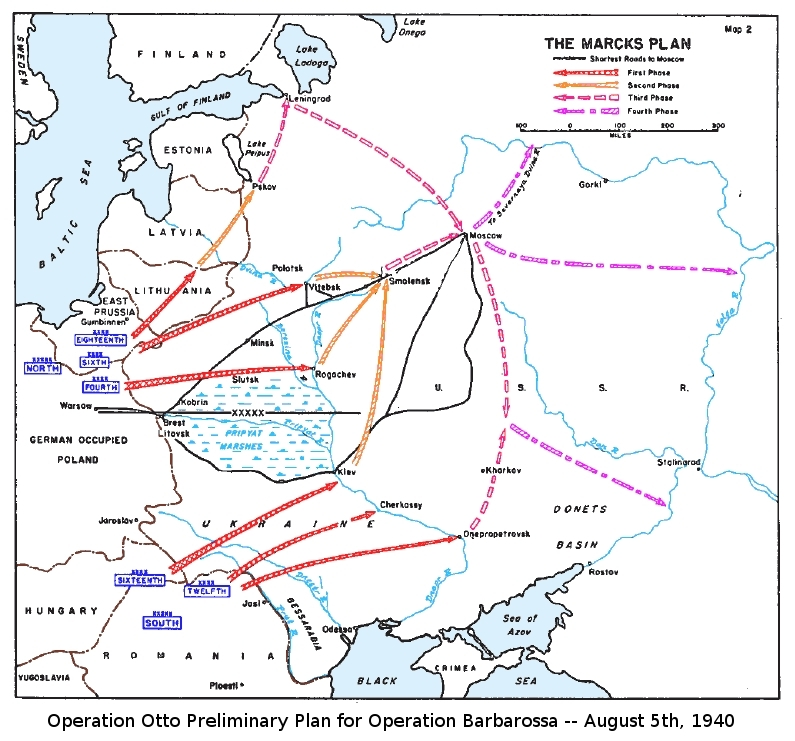
План Маркса (опубликован 5 августа 1940) согласно данным исследования правительства США (март 1955)

За Польскую кампанию получил планки к Железным крестам обеих степеней (повторное награждение). С 25 октября 1939 года — начальник штаба 18-й армии.
В июле 1940 года генерал-майор Маркс по распоряжению начальника генерального штаба сухопутных сил Гальдера разработал первый вариант плана военной кампании Германии против СССР.
Этот план предполагал проведение быстротечной кампании, длительностью до 17 недель. Предлагалось два основных направления ударов: северный (главный), через Прибалтику и Белоруссию на Москву, и южный, в направлении Киева. Конечная цель — выход на рубеж Волги. Кроме того, предлагалась частная операция с целью захвата Баку.
С декабря 1940 года генерал-майор Маркс назначен командиром 101-й егерской дивизии. С марта 1941 года — генерал-лейтенант.
В ходе боевых действий на Украине 25 июня 1941 года генерал-лейтенант Маркс тяжело ранен, ампутирована нога. Отправлен в отпуск. 26 июня 1941 года награждён Рыцарским крестом.
С марта 1942 года — командир 337-й пехотной дивизии (располагалась в оккупированной части Франции).
С октября 1942 года — командующий 87-м армейским корпусом (Франция, Бретань). Произведён в звание генерала артиллерии. С августа 1943 года — командующий 84-м армейским корпусом (Франция, Нормандия).
Погиб 12 июня 1944 года в ходе боевых действий после высадки западных союзников в Нормандии. 24 июня 1944 года посмертно награждён Дубовыми Листьями к Рыцарскому кресту.

## Награды
- Железный крест, 1-го и 2-го класса (1914)
  - Пряжки к железным крестам 1-го и 2-го класса
- Почётный крест ветерана войны
- Награда Вермахта за службу, с 2-го по 4-й класс
- Ганзейский крест, Гамбург
- Знак за ранение чёрный (1918)
- Рыцарский крест Железного креста с Дубовыми листьями
  - Рыцарский крест (26 июня 1941)
  - Дубовые листья (24 июня 1944), посмертно
- Упоминался в «Вермахтберихт» (13 июня 1944)
- Орлиный щит Германского государства (17 ноября 1936)

## В культуре
- В фильме 1962 года — Самый длинный день, Эриха Маркса сыграл немецкий актёр Рихард Мюнх.